# Alicia Blagg
Alicia Blagg (* 21. Oktober 1996 in Wakefield) ist eine britische Wasserspringerin. Sie startet für den Verein City of Leeds Diving Club in den Disziplinen 1-m- und 3-m-Kunstspringen, in 3-m-Synchronwettbewerben springt sie an der Seite von Rebecca Gallantree, trainiert wird sie von Edwin Jongejans.
Blagg wurde bei der Junioren-Weltmeisterschaft 2010 Siebte vom 3-m-Brett und Vierte vom 1-m-Brett. Im gleichen Jahr startete sie bei der Europameisterschaft in Budapest. Im Einzel vom 1-m- und 3-m-Brett verpasste sie das Finale, im 3-m-Synchronspringen wurde sie mit Gallantree Fünfte. Sie startete auch bei den Commonwealth Games in Delhi, als bestes Resultat wurde sie im 3-m-Synchronwettbewerb Vierte. Im Jahr 2011 nahm Blagg erstmals an einer Weltmeisterschaft teil, in Shanghai schied sie vom 1-m-Brett und im 3-m-Synchronspringen jeweils im Halbfinale aus.
Blagg gewann 2010 und 2011 jeweils einen Titel bei den Britischen Meisterschaften.